# Hans W. Geißendörfer
Hans Wilhelm Geißendörfer (Augusta, 6 aprile 1941) è un regista, sceneggiatore, produttore cinematografico e televisivo tedesco.

## Biografia
Durante gli anni sessanta, mentre segue gli sturi di lingua e letteratura tedesca, si interessa di cinema realizzando cortometraggi amatoriali sperimentali; l'esordio professionale avvenne diventando assistente alla regia di George Moorse nel 1968 per il film Liebe und so weiter; esordì come regista l'anno stesso con il film Der Fall der Lena Christ girato per il Bayerischer Rundfunk; seguì un film sul tema dei vampiri, Jonathan, per il quale vinse un premio Deutscher Filmpreis. Nei sei anni successivi lavorò per la televisione.
Nel 1971 ha diretto il film per la TV Carlos, con interpreti Gottfried John e Anna Karina. Nel 1976 ha partecipato alla decima edizione del Festival cinematografico internazionale di Mosca. Nel 1978 ha diretto L'alibi di cristallo, film che ha ricevuto una nomination ai Premi Oscar 1979 nella categoria Oscar al miglior film straniero. Nel 1982 ha diretto La montagna incantata, adattamento cinematografico dell'omonimo romanzo di Thomas Mann.
Nel 1983 ha diretto Il diario di Edith, libero adattamento cinematografico dell'omonimo romanzo di Patricia Highsmith. Nel 1985 ideò la soap opera Lindenstraße, che venne prodotta ininterrottamente per oltre trent'anni, con oltre 1.600 episodi. Ha anche prodotto numerosi cortometraggi e documentari. Nel 2005 ha diretto Schneeland per poi impegnarsi principalmente come produttore in film come "Selbstgespräche" di André Erkau (2008) e "A Letter to Uncle Boonmee" (2009) di Apichatpong Weerasethakul e il suo sequel: Ritorna a dirigere nel 2011 quando realizza Nel mondo hai paura; negli anni seguenti si è occupato principalmente di produzione.

## Riconoscimenti
- Nel 1970 ha vinto un Deutscher Filmpreis per il film Jonathan.
- L'alibi di cristallo ha ricevuto una nomination ai Premi Oscar 1979 nella categoria Oscar al miglior film straniero.
- Nel 1992 il suo film Gudrun è stato selezionato nell'ambito del 42º Festival di Berlino, dove ha ricevuto una menzione d'onore.
- Nel 1994 ai Golden Globe 1994 è candidato nella categoria miglior film straniero con Justiz.
- Ha ricevuto altri tre premi cinematografici per i film Sternsteinhof, The Glass Cell e The Magic Mountain.[1]
- Nel 2015 ha ottenuto la Croce al merito federale.[2]

## Filmografia

### Regia
Cinema
- 1967 - Anna Khan (cortometraggio)
- 1967 - Dynamitfischerei (documentario cortometraggio)
- 1967 - Eins & Eins (cortometraggio)
- 1967 - Manfred Schoof-Quintett (documentario cortometraggio)
- 1967 - Netzfischfang im ägäischen Meer (documentario cortometraggio)
- 1968 - Der Fall der Lena Christ
- 1970 - Jonathan
- 1974 - Perahim - die zweite Chance
- 1976 - Sternsteinhof
- 1976 - L'anitra selvatica (Die Wildente)
- 1978 - L'alibi di cristallo (Die Gläsene Zelle)
- 1981 - La montagna incantata
- 1982 - Der Zauberberg
- 1983 - Il diario di Edith (Ediths Tagebuch)
- 1989 - Bumerang - Bumerang
- 1992 - Gudrun
- 1993 - Justiz
- 2005 - Schneeland
- 2011 - In Der Welt Habt Ihr Angst

Televisione
- 1966 - Befriedung/Lächle Seki (documentario)
- 1967 - Fastentage in Griechenland (documentario)
- 1974 - Perahim - die zweite Chance
- 1974 - Die Eltern
- 1972 - Marie
- 1971 - Carlos
- 1970 - Eine Rose für Jane
- 1970 - Der Fall Lena Christ
- 1976 - 'Lobster' (6 episodi)
- 1979 - Theodor Chindler - Die Geschichte einer deutschen Familie (8 episodi, 1979)
- 1985 - Lindenstraße (28 episodi dal 1985 al 1991)

### Produttore
- Smaragdgrün (2015)
- Cemetery of Splendour (2015), regia di Apichatpong Weerasethakul
- Hasret - Sehnsucht (documentario, 2015)